# Plein Évangile
Le terme Plein Évangile (Full Gospel en anglais) ou Quadruple Évangile est une doctrine du christianisme évangélique qui résume l’Évangile en quatre aspects, soit le  salut, la sanctification, la guérison par la foi et la seconde venue du Christ.

## Doctrine

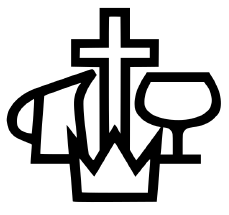
Logo de l’Union mondiale de l'Alliance représentant les quatre aspects de l’Évangile.

Ce terme trouve ses origines en 1887 dans une série de sermon appelée « Fourfold Gospel » Quadruple Évangile par le pasteur canadien Albert Benjamin Simpson, fondateur de l'Union mondiale de l'Alliance à New York, aux États-Unis, qui caractérisera son enseignement,. Selon lui, ce concept représente les 4 aspects de l’Évangile; Jésus-Christ sauveur, sanctificateur, guérisseur et roi qui reviendra bientôt.

## Histoire

Logo de l’Église Foursquare représentant les quatre aspects de l’Évangile.

En octobre 1922, l’évangéliste canadienne Aimee Semple McPherson fondatrice de l'Église Foursquare utilise l’expression Foursquare Gospel (« l'Évangile aux 4 côtés ») qui reprend la même doctrine dans un sermon à Oakland (Californie) et qui sera au centre de son enseignement,,. 
Diverses autres dénominations pentecôtistes ont été influencées par cette doctrine qui sera appelée Plein Évangile.